# フランツ・ヨーゼフ・マクシミリアン・フォン・ロプコヴィッツ
ヨーゼフ・フランツ・マクシミリアン・フォン・ロプコヴィッツ（Joseph Franz Maximilian Fürst von Lobkowitz, 1772年12月7日 - 1816年12月15日）は、オーストリアのボヘミア系貴族、軍人、芸術愛好家。階級は陸軍少将。侯爵、ザーガン公爵、ラウドニッツ公爵。

## 生涯
フェルディナント・フォン・ロプコヴィッツ侯爵（Ferdinand Fürst von Lobkowitz, 1724年 - 1784年）とその妻でカリニャーノ公ルイージ・ヴィットーリオの娘であるガブリエッラ（1748年 - 1828年）の間の一人息子として生まれた。ランバル公爵夫人は母方の叔母にあたる。1792年8月2日、シュヴァルツェンベルク侯ヨーゼフ1世の娘カロリーネ（1775年 - 1816年）と結婚し、間に長男フェルディナント・ヨーゼフを始め12人の子女をもうけた。1786年にザーガン公領をクールラント公ペーター・フォン・ビロンに売却し、1789年に所領に由来するラウドニッツ公爵位を皇帝より授けられた。1803年に金羊毛騎士団の騎士に叙任された。
本職の軍務をこなすかたわら、美術、文学、音楽など芸術活動の熱心な後援者として知られていた。侯爵自身も音楽的才能を持ち、すぐれたバイオリン奏者だった。ロプコヴィッツは経済力のない作曲家たちを支援し、彼らの作品が一般社会に認められるよう奔走した。フランツ・ヨーゼフ・ハイドンの楽曲の注文主となり、ルートヴィヒ・ヴァン・ベートーヴェンの作品が公の演奏会で紹介されるよう取り計い、彼らに活動資金を与えた。ロプコヴィッツはラウドニッツ城、アイゼンベルク城、ウィーンのロプコヴィッツ宮殿の3つの居館それぞれにオーケストラを雇い入れており、時には自身もオーケストラと共演することもあった。ウィーン音楽愛好協会、ボヘミア音楽文化振興協会、ウィーン演劇事業協会の会員でもあり、市民階層に芸術への関心を持たせる運動にも支援を行った。芸術振興に私財を惜しみなくつぎ込んだため、晩年には資金難に悩まされた。
ベートーヴェンの交響曲第3番「エロイカ」は、1804年にロプコヴィッツがラウドニッツ城付属オーケストラに演奏させたのが初演となった。

## 献呈
ハイドンは、以下の楽曲をロプコヴィッツに献呈している。
- 弦楽四重奏曲作品77（第81番および第82番）「ロプコヴィッツ四重奏曲」

ベートーヴェンは、以下の楽曲をロプコヴィッツに献呈している。
- 弦楽四重奏曲第１番~弦楽四重奏曲第６番（作品18の６曲）
- 交響曲第3番「エロイカ」
- 三重協奏曲
- 交響曲第5番「運命」
- 交響曲第6番「田園」
- 弦楽四重奏曲第10番
- 遥かなる恋人に（連作歌曲集作品98）